# Mijlpaal van Rimburg
De Mijlpaal van Rimburg is een bewaard gebleven fragment van een antieke Romeinse mijlpaal in het Limburgse dorp Rimburg.
De mijlpaal stond langs de Via Belgica, de moderne naam voor de Romeinse heerweg die van Boulogne-sur-Mer naar Keulen liep. De zandstenen mijlpaal was oorspronkelijk ongeveer twee meter hoog. Op de mijlpaal stond de afstand naar de dichtstbijzijnde stad aangegeven.
De mijlpaal is aangetroffen tijdens een wegverbreding rond 1810, mogelijk heeft hij ook nog dienstgedaan als vroegmoderne grenspaal tussen de heerlijkheid Rimburg en het hertogdom Gulik. Alleen de voet van de mijlpaal is bewaard gebleven, deze staat nu ter hoogte van Broekhuizenstraat 53b langs de weg. Omdat er geen inscriptie bewaard is gebleven, is een precieze datering niet te geven.